# National Library of Scotland
National Library of Scotland (NLS) (skotsk gælisk: Leabharlann Nàiseanta na h-Alba, skotsk: Naitional Leebrar o Scotland) er bibliotek i Edinburgh og et af landets National Collections. Det er et af de største biblioteker i Storbritannien, og det har pligtaflevering for Skotland.
Biblioteket er medlem af Research Libraries UK (RLUK) og Consortium of European Research Libraries (CERL).
Udover at have offentlige udstillinger, begivenheder, workshops og omvisninger, så man også læsesale, hvor besøgende har adgang til samlingerne.
Biblioteket rummer over 24 millioner genstande if roskellige formaer inklusive bøger, annoterede manuskripter, første kladder, postkort, fotografier og aviser. Biblioteket rummer også også Skotlands Moving Image Archive, som er en samling på over 46.000 film. Blandt notable genstande i samlingen er kopier af Gutenbergbibelen, Charles Darwins brev, som han sendte manuskriptet Arternes Oprindelse, First Folio af Shakespeare, Robert Burns' Glenriddell Manuscripts og Marie Stuarts sidste brev. Det har den største samling af skotsk gælisk materiale i verden.